# Супербоул XV
Супербоул XV (англ. Super Bowl XV) — 15 игра Супербоула. Ежегодная игра Американской Футбольной Конференции (АФК) и Национальной Футбольной Конференции (НФК). Игра прошла 25 января 1981 года. В матче играли Филадельфия «Иглз» от НФК и Окленд «Рейдерс» (ныне Лас-Вегас Рейдерс) от АФК. Окленд победил со счётом 27:10.

## Трансляция
В США игру транслировал NBC. NBC добавит субтитры в прямой трансляции матча.

## Ход матча
ПЕРВАЯ ПОЛОВИНА
В начале матча Окленд занесёт тачдаун. Обменявшись владениями мяча, Окленд сделал тачдаун за девять секунд до конца четверти. Филадельфия забьёт филд гол в начале второй четверти. «Иглз» могли ещё больше сократить разрыв в счете, но 28-ярдовый филд гол был заблокирован. Счет к перерыву был 14:3 в пользу Окленда.
ВТОРАЯ ПОЛОВИНА
Окленд сделал тачдаун в начале третьей четверти, а в середине четверти «Рейдерс» реализовали филд гол. Счёт к четвёртой четверти был 24:3 в пользу Окленда. Филадельфия оформит тачдаун, а Окленд филд гол. Затем команды не смогут набрать очки. Победа Окленда 27:10.
Супербоул XV: Окленд Рейдерс 27, Филадельфия Иглз 10
|               | 1  | 2 | 3  | 4 | Финал |
| ------------- | -- | - | -- | - | ----- |
| Рейдерс (АФК) | 14 | 0 | 10 | 3 | 27    |
| Иглз (НФК)    | 0  | 3 | 0  | 7 | 10    |

На Луизиана Супердоум , Новый Орлеан, Луизиана
- Дата : 25 января 1981 года.
- Погода в игре : 21 ° C (70 ℉) крыша закрыта.

PHI-Филадельфия, OAK-Окленд, ЭП-Экстрапоинт
■ Первая четверть:
- 8:56-OAK-2-ярдовый тачдаун+ЭП, Окленд повел 7:0
- 0:09-OAK-80-ярдовый тачдаун+ЭП, Окленд ведет 14:0

■ Вторая четверть:
- 10:28-PHI-30-ярдовый филд гол, Окленд ведет 14:3

■ Третья четверть:
- 12:24-OAK-29-ярдовый тачдаун+ЭП, Окленд ведет 21:3
- 4:35-OAK-46-ярдовый филд гол, Окленд ведет 24:3

■ Четвёртая четверть:
- 13:59-PHI-8-ярдовый тачдаун+ЭП, Окленд ведет 24:10
- 8:29-OAK-35-ярдовый филд гол, Окленд ведет 27:10